# Élections fédérales ouest-allemandes de 1969
Les élections fédérales ouest-allemandes de 1969 (en allemand : Bundestagswahl 1969) se tiennent le 28 septembre 1969, afin d'élire la 6e législature du Bundestag.

## Résultats

### Nationaux
|                        |                                                         |                                                         |                  |                  |                  |                  |            |       |       |        |                  |                  |                  |                  |
| Partis                 | Partis                                                  | Partis                                                  | Circonscriptions | Circonscriptions | Circonscriptions | Circonscriptions | Liste      | Liste | Liste | Liste  | Total des sièges | Total des sièges | Total des sièges | Total des sièges |
| Partis                 | Partis                                                  | Partis                                                  | Votes            | %                | Sièges           | +/-              | Votes      | %     | +/-   | Sièges | Total            | +/-              | DB               | Total            |
|                        |                                                         | Union chrétienne-démocrate d'Allemagne (CDU)            | 12 137 148       | 37,10            | 87               | 31               | 12 079 535 | 36,64 | 1,33  | 106    | 193              | 3                | 8                | 201              |
|                        | Union chrétienne-sociale en Bavière (CSU)               | 3 094 176                                               | 9,46             | 34               | 2                | 3 115 652        | 9,45       | 0,17  | 15    | 49     | en stagnation    | 0                | 49               |                  |
| Total CDU/CSU          | Total CDU/CSU                                           | 15 231 324                                              | 46,56            | 121              | 33               | 15 195 187       | 46,09      | 1,50  | 121   | 242    | 3                | 8                | 250              |                  |
|                        | Parti social-démocrate d'Allemagne (SPD)                | Parti social-démocrate d'Allemagne (SPD)                | 14 402 374       | 44,03            | 127              | 33               | 14 065 716 | 42,67 | 3,39  | 97     | 224              | 22               | 13               | 237              |
|                        | Parti libéral-démocrate (FDP)                           | Parti libéral-démocrate (FDP)                           | 1 554 651        | 4,75             | 0                | en stagnation    | 1 903 422  | 5,77  | 3,72  | 30     | 30               | 19               | 1                | 31               |
|                        | Parti national-démocrate d'Allemagne (NPD)              | Parti national-démocrate d'Allemagne (NPD)              | 1 189 375        | 3,64             | 0                | en stagnation    | 1 422 010  | 4,31  | 2,27  | 0      | 0                | en stagnation    | 0                | 0                |
|                        | Action pour le progrès démocratique (ADF)               | Action pour le progrès démocratique (ADF)               | 209 180          | 0,64             | 0                | en stagnation    | 197 331    | 0,60  | Nv.   | 0      | 0                | en stagnation    | 0                | 0                |
|                        | Parti bavarois (BP)                                     | Parti bavarois (BP)                                     | 54 940           | 0,17             | 0                | en stagnation    | 49 694     | 0,15  | Abs.  | 0      | 0                | en stagnation    | 0                | 0                |
|                        | Parti fédéraliste européen (EFP)                        | Parti fédéraliste européen (EFP)                        | 20 927           | 0,06             | 0                | en stagnation    | 49 650     | 0,15  | 0,15  | 0      | 0                | en stagnation    | 0                | 0                |
|                        | Parti pan-allemand (de) (GDP)                           | Parti pan-allemand (de) (GDP)                           |                  |                  |                  |                  | 45 401     | 0,14  | Abs.  | 0      | 0                | en stagnation    | 0                | 0                |
|                        | Union libérale sociale - Centre démocratique (FSU)      | Union libérale sociale - Centre démocratique (FSU)      | 10 192           | 0,03             | 0                | en stagnation    | 16 371     | 0,05  | Abs.  | 0      | 0                | en stagnation    | 0                | 0                |
|                        | Parti du centre allemand (DZP)                          | Parti du centre allemand (DZP)                          |                  |                  |                  |                  | 15 933     | 0,05  | Abs.  | 0      | 0                | en stagnation    | 0                | 0                |
|                        | Parti ouvrier indépendant - Socialistes allemands (UAP) | Parti ouvrier indépendant - Socialistes allemands (UAP) | 1 531            | 0,00             | 0                | en stagnation    | 5 309      | 0,02  | 0,01  | 0      | 0                | en stagnation    | 0                | 0                |
|                        | Parti populaire allemand (DV)                           | Parti populaire allemand (DV)                           | 461              | 0,00             | 0                | Nv.              |            |       |       |        | 0                | en stagnation    | 0                | 0                |
|                        | Indépendants                                            | Indépendants                                            | 38 561           | 0,12             | 0                | en stagnation    |            |       |       |        | 0                | en stagnation    | 0                | 0                |
|                        |                                                         |                                                         |                  |                  |                  |                  |            |       |       |        |                  |                  |                  |                  |
| Votes valides          | Votes valides                                           | Votes valides                                           | 32 713 516       | 97,59            |                  |                  | 32 966 024 | 98,34 |       |        |                  |                  |                  |                  |
| Votes blancs et nuls   | Votes blancs et nuls                                    | Votes blancs et nuls                                    | 809 548          | 2,41             | 557 040          | 1,66             |            |       |       |        |                  |                  |                  |                  |
| Total                  | Total                                                   | Total                                                   | 33 523 064       | 100              | 248              | en stagnation    | 33 523 064 | 100   | —     | 248    | 496              | en stagnation    | 22               | 518              |
| Abstentions            | Abstentions                                             | Abstentions                                             | 5 154 171        | 13,33            |                  |                  | 5 154 171  | 13,33 |       |        |                  |                  |                  |                  |
| Inscrits/Participation | Inscrits/Participation                                  | Inscrits/Participation                                  | 38 677 235       | 86,67            | 38 677 235       | 86,67            |            |       |       |        |                  |                  |                  |                  |

### Par Land
| Land                        | Union                                   | SPD                                     | FDP                                     | NPD                                     | Autres                                  |
| --------------------------- | --------------------------------------- | --------------------------------------- | --------------------------------------- | --------------------------------------- | --------------------------------------- |
| Land                        |                                         |                                         |                                         |                                         |                                         |
| Bade-Wurtemberg             | 50,7 %                                  | 36,5 %                                  | 7,5 %                                   | 4,5 %                                   | 0,8 %                                   |
| Basse-Saxe                  | 45,2 %                                  | 43,8 %                                  | 5,6 %                                   | 4,6 %                                   | 0,8 %                                   |
| Bavière                     | 54,4 %                                  | 34,6 %                                  | 4,1 %                                   | 5,3 %                                   | 1,6 %                                   |
| Berlin-Ouest                | Les députés sont choisis par le Landtag | Les députés sont choisis par le Landtag | Les députés sont choisis par le Landtag | Les députés sont choisis par le Landtag | Les députés sont choisis par le Landtag |
| Brême                       | 32,3 %                                  | 52,0 %                                  | 9,3 %                                   | 4,4 %                                   | 2,0 %                                   |
| Hambourg                    | 34,0 %                                  | 54,6 %                                  | 6,3 %                                   | 3,5 %                                   | 1,6 %                                   |
| Hesse                       | 38,4 %                                  | 48,2 %                                  | 6,7 %                                   | 5,1 %                                   | 1,6 %                                   |
| Rhénanie-du-Nord-Westphalie | 43,6 %                                  | 46,8 %                                  | 5,4 %                                   | 3,1 %                                   | 1,1 %                                   |
| Rhénanie-Palatinat          | 47,8 %                                  | 40,1 %                                  | 6,3 %                                   | 5,2 %                                   | 0,6 %                                   |
| Sarre                       | 46,1 %                                  | 39,9 %                                  | 6,7 %                                   | 5,7 %                                   | 1,6 %                                   |
| Schleswig-Holstein          | 46,2 %                                  | 43,5 %                                  | 5,2 %                                   | 4,3 %                                   | 0,8 %                                   |
| Allemagne                   | 46,1 %                                  | 42,7 %                                  | 5,8 %                                   | 4,3 %                                   | 1,1 %                                   |

## Suites
Le SPD forme une coalition avec le FDP et élit un chancelier social-démocrate au Bundestag : Willy Brandt. Le CDU/CSU entre dans l'opposition. La gauche met fin à 20 ans de gouvernance de la droite.
Le Parti national-démocrate d'Allemagne (NPD), représentant l'extrême droite, obtient 4,3 % des suffrages exprimés. Il échoue de peu à rentrer au Bundestag. Ce score diminuera fortement par la suite.